# ریچاردسون (بازیکن فوتبال)
ریچاردسون (انگلیسی: Richardson؛ زادهٔ ۱۷ اوت ۱۹۹۱) بازیکن فوتبال اهل برزیل است.
از باشگاه‌هایی که در آن بازی کرده‌است می‌توان به باشگاه فوتبال کاشیوا ریسول اشاره کرد.